# Disability Studies
Bei den Disability Studies (sinngemäß ‚Studien über Behinderung‘) handelt es sich um eine interdisziplinäre Wissenschaft, die Behinderung als soziale, historische und kulturelle Konstruktion begreift (siehe Soziales Modell von Behinderung) und sich der sozial- und kulturwissenschaftlichen Erforschung des Phänomens Behinderung widmet. Um den Anschluss an den internationalen Diskurs herzustellen und die Distanz zu den traditionellen Rehabilitationswissenschaften bereits auf der begrifflichen Ebene deutlich werden zu lassen, wird auch im deutschsprachigen Raum die englische Bezeichnung benutzt.

## Ausgangspunkt
Grundlage des interdisziplinären Forschungsgebiets Disability Studies ist die Annahme, dass Behinderung nicht mit medizinisch diagnostizierbaren Beeinträchtigungen gleichgesetzt werden kann, sondern vornehmlich aus gesellschaftlich konstruierten Barrieren hervorgehe. Die betroffenen Menschen werden durch diese Barrieren daran gehindert, am gesellschaftlichen, kulturellen und wirtschaftlichen Leben teilzunehmen. Behinderte Menschen sind danach in erster Linie Angehörige einer unterdrückten Minderheit. Diskriminierung und Behindertenfeindlichkeit sind die wesentlichen Probleme, die mit einer Behinderung einhergehen. Aus Sicht der Disability Studies lässt sich am Beispiel von (Nicht-)Behinderung untersuchen, wie soziale Kategorien historisch entstehen, wie sich Wissensbestände um sie herum anordnen und Grenzziehungen entlang kultureller Bewertungen zum Ausgangspunkt von Machtverhältnissen werden, die den Lebensalltag und die Lebenschancen von Menschen bestimmen.

## Geschichte der Disability Studies
Der Ausgangspunkt der Disability Studies (DS) liegt in den USA und in Großbritannien, wo sie seit Anfang der 1980er Jahre an Universitäten gelehrt werden und es heute Professuren sowie Studiengänge und Promotionsprogramme gibt. 1982 wurde die Society of Disability Studies gegründet. Wesentliche Impulse entstammen den politischen Analysen und Erkenntnissen der internationalen Behindertenbewegungen. Während diese mit den Zielvorstellungen Emanzipation und soziale Teilhabe heute weltweit zu finden sind, gibt es die Disability Studies als wissenschaftliche Disziplin Stand 2023 erst in einzelnen Ländern. Sie verfügen jedoch über ein internationales Netzwerk aus Fachgesellschaften, Fachzeitschriften, Mailing Lists und Tagungsreihen.
Als Begründer des Forschungsgebiets gelten der behinderte Soziologe Irving Kenneth Zola (USA) und der behinderte Sozialwissenschaftler Michael Oliver (Großbritannien). Beide entwickelten etwa zeitgleich die Theorie des sozialen Modells von Behinderung und setzten diese dem individuellen Modell von Behinderung bzw. dem Rehabilitationsparadigma entgegen. Nach dem sozialen Modell ist Behinderung vor allem eine sozial konstruierte Kategorie, während sie nach dem individuellen Modell vor allem eine durch Prophylaxe zu vermeidende, durch Rehabilitation zu überwindende bzw. nicht überwindbare Störung darstellt.
Auch in deutschsprachigen Ländern lassen sich im Umkreis der Behindertenbewegung seit Ende der 1970er Jahre immer wieder Versuche feststellen, Lehr- und Forschungsaktivitäten zu entwickeln, die an einer emanzipatorischen Programmatik ausgerichtet sind. Zunächst gab es entsprechende Kursangebote an verschiedenen Volkshochschulen; im Laufe der 1990er Jahre gelang es dann, an Fachhochschulen und Universitäten Räume zu erobern. Jedoch kann man von deutschsprachigen Disability Studies im engeren Sinne erst ab 2001 sprechen. In diesem Jahr fand in Dresden, veranstaltet vom Deutschen Hygiene-Museum, der Aktion Mensch und der Humboldt-Universität Berlin, im Rahmen der gleichnamigen Ausstellung die Tagung „Der (im)perfekte Mensch“ statt, auf der erstmals Vertreter der nordamerikanischen Disability Studies mit deutschen Wissenschaftlern und Wissenschaftlerinnen zusammentrafen. Unter dem Titel „PhantomSchmerz“ kam es 2002 in Berlin zu einer Folgetagung. Auch die Sommeruniversität „Disability Studies in Deutschland – Behinderung neu denken!“, die 2003 in Bremen durchgeführt wurde, war ein wichtiges Startsignal. In Bremen ist zudem die seit 2007 von der Mediävistin Cordula Nolte geleitete Creative Unit Homo debilis. Dis/ability der Vormoderne installiert, wo unter anderem der Mittelalterhistoriker Jan Ulrich Büttner forscht. Seit April 2002 gibt es außerdem die bundesweite Arbeitsgemeinschaft „Disability Studies in Deutschland“. 2004 wurde an der Universität zu Köln die Internationale Forschungsstelle Disability Studies (iDiS) gegründet. 2005 bildete sich an der Universität Hamburg das Zentrum für Disability Studies (Zedis). Im gleichen Jahr wurde das Bochumer Zentrum für Disability Studys (BODYS) an der Evangelischen Hochschule RWL in Bochum gegründet. An verschiedenen Hochschulen in Deutschland, Österreich und der Schweiz wird mittlerweile Forschung und Lehre in den Disability Studies betrieben. Die erste Professur für „Soziologie und Politik der Rehabilitation, Disability Studies“ im deutschsprachigen Raum wurde Ende 2008 an der Humanwissenschaftlichen Fakultät der Kölner Universität geschaffen und 2009 mit Anne Waldschmidt besetzt. An dem Lehrstuhl wird Behinderung als analytische Kategorie benutzt, um die Gesellschaft zu untersuchen, außerdem werden sozial- und behindertenpolitische Fragestellungen unter international vergleichender Perspektive bearbeitet, im Zentrum steht die Analyse von „dis/ability“ aus einem rehabilitationskritischen und partizipationsorientierten Blickwinkel.

## Forschungsfelder
Die Disability Studies sind ein interdisziplinäres Forschungsfeld. Sie widmen sich historischen, ökonomischen, kulturellen, politischen, rechtlichen, psychologischen etc. Fragestellungen. Historiker innerhalb der Disability Studies untersuchen z. B. die gesellschaftliche Stellung behinderter Menschen in verschiedenen historischen Epochen; Rechtswissenschaftler erforschen die rechtliche Konstruktion von Behinderung. In theoretischer Hinsicht hat vor allem in Großbritannien die Konjunktur der kritischen Sozialwissenschaften zur Begründung der Disability Studies beigetragen. Als weitere Quelle ist der „cultural turn“ zu erwähnen, die Etablierung des kulturwissenschaftlichen Paradigmas als ein die verschiedenen Geistes- und Sozialwissenschaften integrierendes Konzept. Und nicht zuletzt spielen – insbesondere im US-amerikanischen Diskurs – die von der französischen Philosophie inspirierten, poststrukturalistischen Differenz- und Diskursansätze, die Entdeckung von Körper, Subjekt und Wissen als historische und kulturell geformte Phänomene, eine Rolle. Der konstruktivistische Ansatz und die politischen Wurzeln verbinden die DS mit den themenverwandten Gender Studies und mit den in vielen englischsprachigen Ländern verbreiteten critical race studies. Wie diesen anderen Querschnittsdisziplinen geht es den Disability Studies nicht nur darum, akademische Forschung und Lehre zu betreiben. Auch behinderte Menschen als Mitglieder einer sozialen Randgruppe sollen durch die Forschung „sichtbar gemacht“ werden und an der Forschung teilhaben können. Das Thema Behinderung soll aus der Sackgasse der Sonderwissenschaften (Heil- und Behindertenpädagogik Sonder- bzw. Rehabilitation) geholt und in den Mittelpunkt des allgemeinen wissenschaftlichen Diskurses gerückt werden. So widmen sich die DS auch der Geschichte und Kultur der Behindertenbewegung oder einzelner historischer Persönlichkeiten wie Frida Kahlo oder Theodore W. Roosevelt, die behindert waren. Die Entwicklung einer eigenen 'disability culture' (Filme, Theater, Lyrik, Tanz etc.) gehört zum festen Bestandteil. In Abgrenzung zu den traditionellen Sonderwissenschaften liegt der Fokus der DS somit nicht darauf, Behinderung als Defekt wahrzunehmen, sondern als konstituierenden Faktor von Normalität.
Überblicke über den aktuellen Forschungsstand bieten „Disability Studies zur Einführung“ (Waldschmidt 2020) und vor allem das von Anne Waldschmidt (2022) herausgegebene „Handbuch Disability Studies“, das 30 Beiträge enthält. Es behandelt die Entwicklungsgeschichte und Grundlagen der Disability Studies und informiert über interdisziplinäre, intersektionale und querliegende Perspektiven sowie über Kontroversen und Debatten.

### Disability History
Die Disability History untersucht historische Prozesse der Wahrnehmung und Herstellung von 'Behinderung' bzw. 'Normalität'. Der Forschungsansatz ist konstruktivistisch und emanzipatorisch ausgerichtet; er bietet Raum, sowohl wissenschaftliche Grundlagenforschung zu betreiben als auch Spezialstudien anzufertigen. Benutzt werden Ansätze und Methoden der Politikgeschichte, Sozialgeschichte und Organisationsgeschichte, Wissenschafts- und Technikgeschichte, Kulturgeschichte und Kunstgeschichte etc. Die grundlegende Perspektive orientiert sich an sozialen und kulturellen Modellen von Behinderung; der Rehabilitationsansatz wird kritisch gesehen. Die erste Einführung in die deutschsprachige Disability History erörtert konzeptionelle Grundlagen und methodische Fragen; Fallstudien befassen sich mit Wissenschaft und subjektiven Erfahrungen, Institutionen und Politiken, Körper, Kunst und Kultur.

### Queer Disability Studies
Die Queer Studies gilt als ein vernetzter, gegenwärtiger Teil der Disability Studies und untersuchen die kategoriale Verschränkung und gegenseitige Beeinflussung von Heteronormativität, Geschlecht und Behinderung vor dem Prinzip normativer Körperbilder.

### Empirische Forschung
Im deutschsprachigen Raum sind es eher kleinere Forschungsprojekte, die sich den Disability Studies zuordnen. Eine Ausnahme stellte hier das vom österreichischen Wissenschaftsfonds FWF finanzierte und von dem Bildungswissenschaftler Gottfried Biewer geleitete Projekt zur beruflichen Teilhabe von Menschen mit intellektueller Beeinträchtigung dar. In diesem 5-jährigen Projekt (Laufzeit 1. Februar 2008 bis 31. Jänner 2013) wurden die Erfahrungen von Teilhabe und Ausschluss von zwei Gruppen von Menschen mittels biographischer Interviews untersucht. Es waren Jugendliche, welche die Schule verließen und einen Weg in den Arbeitsmarkt suchten, aber auch Personen, die seit vielen Jahren überwiegend in einem Ersatzarbeitsmarkt tätig waren. Dabei wurden erstmals im deutschsprachigen Raum in einem größeren Forschungsprojekt Erfahrungen gesammelt, wie Menschen mit intellektueller Beeinträchtigung über eine Referenzgruppe in die Interpretation qualitativer Daten einbezogen werden können.
An der Internationalen Forschungsstelle Disability Studies an der Universität zu Köln werden verschiedene Forschungsprojekte durchgeführt, die mit Hilfe der Sozial- und Kulturwissenschaften die Differenzkategorie „Dis/ability“ und die Lebenssituationen und Lebenswelten von Menschen mit Behinderungen empirisch untersuchen. Außerdem bietet der Arbeitsbereich von Anne Waldschmidt an der Universität zu Köln Promotionsmöglichkeiten in den Disability Studies.

## Kritik der Rehabilitation
Anne Waldschmidt hat 2005 dafür plädiert, neben dem bekannten sozialen Behinderungsmodell auch ein kulturelles Modell von Behinderung zu entwickeln. Diesem Modell geht es um ein vertieftes Verständnis der gesellschaftlichen Kategorisierungsprozesse. Die kulturwissenschaftliche Sichtweise unterstellt nicht – wie das soziale Modell – die Universalität des Behinderungsproblems, sondern lässt die Relativität und Historizität von Benachteiligung und Ausgrenzung zum Vorschein kommen. Der gesellschaftliche Status Nichtbehinderung/Behinderung wird als heuristisches Moment benutzt, dessen Analyse allgemeine kulturelle und gesellschaftliche Praktiken und Strukturen zum Vorschein bringt, die sonst unerkannt geblieben wären. In einem Aufsatz (Schneider/Waldschmidt 2012) wurde dieser Ansatz 2012 weiter entwickelt.
Theresia Degener forderte im Jahr 2010, ein bislang vorherrschendes „medizinisches Modell“ von Behinderung in der Rehabilitation müsse von einem menschenrechtlichen Modell abgelöst werden. Dies müsse durch ein „Change-Management“ aktiv mit Anreizen von außen begleitet werden, und Rehabilitation müsse sich in Zukunft als Diversity-Ansatz verstehen, bei der die menschliche Vielfalt mit individuellen Ansätzen aufgegriffen werde. Der Sozialwissenschaftler Christoph Egen weist darauf hin, dass es sich beim „medizinischen Modell“ nicht um ein definiertes Modell handelt, welches innerhalb einer bestimmten Fachrichtung explizit vertreten würde, sondern um eine pauschal unterstellte Fremdzuschreibung vonseiten der Disability Studies.

### International
- World Institute on Disability: www.wid.org (20. Juni 2012)

### Deutschsprachig
- Disability History – Geschichte der Behinderung
- Swantje Köbsell: Arbeitsgemeinschaft Disability Studies (AGDS). Wir forschen selbst
- Disability Studies in Deutschland
- Dis-/Abilities and Digital Media, Wissenschaftliches Netzwerk[10]
- iDiS – Internationale Forschungsstelle Disability Studies
- Bericht von 3Sat zu Disability Studies
- Das Portal Intersektionalität – Onlineportal zu Wechselwirkungen sozialer Kategorien (wie körperliche Befähigung, Geschlecht, Ethnizität, soziale Klasse)
- Historische Literatur: Die Sammlung Max Kirmsse an der Universitätsbibliothek Marburg
- Gabriele Lingelbach, Sebastian Schlund: Disability History. In: Docupedia-Zeitgeschichte. 8. Juli 2014.